# Eviota abax
Eviota abax är en fiskart som först beskrevs av Jordan och Snyder, 1901.  Eviota abax ingår i släktet Eviota och familjen smörbultsfiskar. Inga underarter finns listade i Catalogue of Life.